# Synagoge (Kaiserslautern)
Die Synagoge Kaiserslautern war eine Synagoge auf dem Platz an der heutigen Fischerstraße in Kaiserslautern, dem heutigen Synagogenplatz.

## Geschichte und Architektur
1848/49 wurde in der Salzstraße die erste Synagoge Kaiserslauterns erbaut und bis zum Bau der neuen Synagoge als solche genutzt. 1886 folgte der Verkauf. Von da an diente die alte Synagoge als Wohnhaus, bis sie 1972 abgebrochen wurde.
Die neue Synagoge, ein mit einer bauchigen, gedrungenen und großen Tambourkuppel überkuppelter jüdischer Sakralbau, wurde im maurisch-byzantinischen Stil nach Plänen von Ludwig Levy (1854–1907) aus Karlsruhe erbaut und 1886 eingeweiht.
Die Kaiserslauterer Synagoge war ein Zentralbau in Form eines griechischen Kreuzes, das in ein Quadrat gestellt wurde. Zwischen den Kreuzarmen und dem Quadrat gab es „Zwickelräume“ bzw. dreieckig gerundete Gewölbezwickel oder Penditife, welche dann als „Seitenschiffe“ mit den Armen des Kreuzes verbunden wurden. Die Gewölbezwickel waren nötig, um die Lücken zwischen den Tragebögen der mittleren vier Pfeiler zu schließen, welche die Kuppel trugen. Diese vier Pfeiler waren noch eine Reminiszenz an die überkuppelte Zentralbauform nach dem byzantinischen Grundrissschema des griechischen Kreuzes. Aber im Übrigen ging die Kaiserslauterer Synagoge von dem Zentralbauschema zugunsten einer „Basilika“ ab, dessen „Seitenschiffe“ für die weiblichen Gemeindemitglieder gewidmet waren. Der Mitteltrakt erfuhr hier eine Betonung, weil Levy diesen Baukörper vorzog und mit einem mächtigen Hufeisenbogen schmückte, der Rosette und dreiteiligen Portal umgriff. Der Hufeisenbogen erfuhr hier einen tiefen Einschnitt in das Mauerwerk, was fast zur Auflösung der Fassade führte. Dieser Umstand wurde noch dadurch verstärkt, dass die seitlichen Einfassungen des Mitteltraktes durch viele kleinere Fensterchen stark zergliedert wurden.

## Abriss und Gedenkstätte

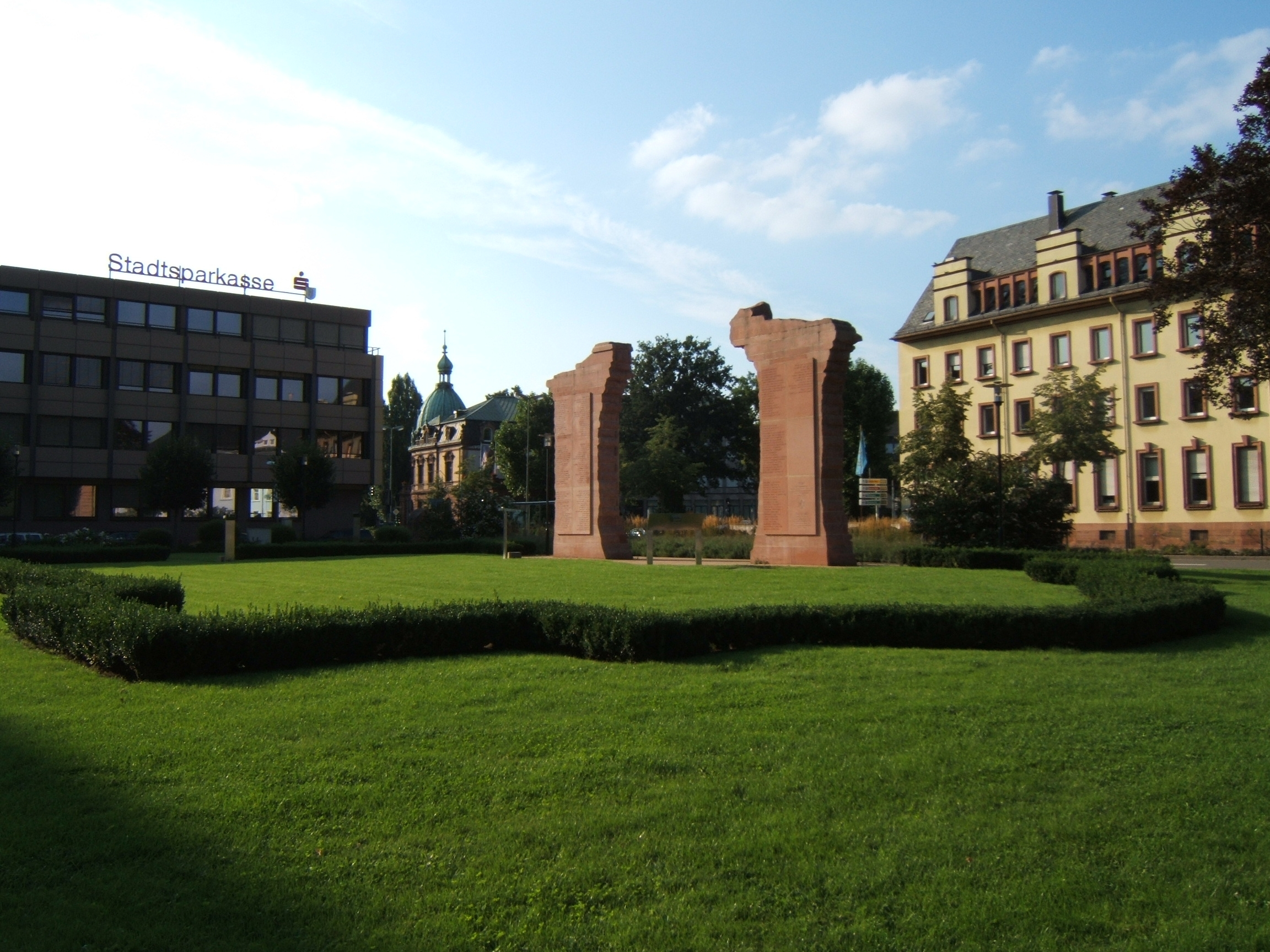
Synagogenplatz

Während der Zeit des Nationalsozialismus sollte Kaiserslautern Gauhauptstadt werden. Die heutige Fischerstraße (damals Dr.-Frick-Straße), die direkt an der Synagoge vorbeiführte, war als Paradeweg für Aufmärsche vorgesehen. Bürgermeister Richard Imbt nutzte dies als Vorwand, die Synagoge, die nach seiner Aussage noch nie ins Stadtbild gepasst habe und die nötigen Maßnahmen zum Ausbau der Straße behindere, abreißen zu lassen. Die jüdische Gemeinde wurde gezwungen, die Synagoge an die Stadt zu verkaufen, und nachdem im August 1938 ein Abschiedsgottesdienst gehalten worden war, wurde der Bau ab dem 29. August 1938 abgerissen und schließlich am 9. Oktober gesprengt.
Ab 1980 stand auf dem Gelände der ehemaligen Synagoge, das 2440 m² umfasst, zunächst ein Gedenkstein. 2002 entstand im Zuge der Neugestaltung des Platzes ein Mahnmal zum Gedenken an die jüdischen Opfer in Kaiserslautern während der Zeit des Nationalsozialismus. Der Verlauf der ehemaligen Außenmauern wurde mit Buchsbaumhecken rekonstruiert und ein zweiteiliges Mauerfragment, das nach der Sprengung tagelang stehen geblieben war, wiederaufgebaut. An dessen Innenseite sind die Namen der Opfer zu lesen. Sieben Sichtgeräte ermöglichen den Blick auf eine virtuelle Rekonstruktion der Synagoge.